# Jiehkkevárri
Jiehkkevárri (også kendt som Jiekkevarri eller Jiekkevarre) er det højeste bjerg i Troms og Finnmark fylke i Norge, og er på 1.834 moh. Toppen er kendetegnet af en stor brækuppel som ud over bjergets beliggenhed gør toppen fysisk, men ikke teknisk, krævende at bestige. Bjerget er det højeste og mest dominerende i Lyngsalperne, og kan ses på lang afstand.
Bjerget er det næsthøjeste i Norge ud fra en primærfaktor på 1.736 meter (efter Galdhøpiggen). Jiehkkevárri er et af de kun fem bjerge i Skandinavien som har primærfaktor over 1000 m og sekundærfaktor over 100 km.